# Castel Gandolfo
Castel Gandolfo (latinsko: Castrum Gandulphi) je mesto, ki je 24 kilometrov jugovzhodno od Rima, v deželi Lacij, v Italiji. Leži na pobočju hribovja Albano, s pogledom na jezero Albano. Castel Gandolfo ima približno 8834 prebivalcev in velja za eno izmed najbolj slikovitih mest Italije.
Znotraj meja mesta je apostolska palača Castel Gandolfo, ki služi kot papeška poletna rezidenca in ima status eksteritorialnega območja Svetega sedeža in ni pod italijansko jurisdikcijo.
Mesto zajema skoraj celotno obalo jezera Albano, ki je obdana s številnimi poletnimi rezidencami, vilami in počitniškimi hišami, zgrajenimi v 17. stoletju. Tukaj je tudi Stadio Olimpico, kjer so bile uprizorjene veslaške prireditve poletnih Olimpijskih iger leta 1960. 
Castel Gandolfo z okolico ima tudi arheološki pomen, vključno z Emissario del Lago Albano in ostanki Domicijanove vile. Območje je vključeno v meje regionalnega parka Parco Regionale dei Castelli Romani. Obstajajo tudi številne arhitekturne zanimivosti, kot je kolegijska cerkev San Tomasso Villanova, ki jo je zasnoval Gian Lorenzo Bernini.

## Etimologija
Ime »Castel Gandolfo« izhaja iz latinskega »Castrum Gandulphi«. Grad na tem mestu je bil domnevno v lasti družine Gandolfi, po rodu iz Genove. Druga hipoteza, ki jo je zagovarjal Papež Pij II. v svojem komentarju (1462) je, da ime Gandulphi Sabinorum izhaja od neke Gandolfo Savelli.

## Geografija
Castel Gandolfo leži 24 km jugovzhodno od Rima v hribovju Albano nad jezerom Albano. Območje občine leži na 155 do 519 m nad morjem.
Meje mesta se širijo poševno na sever-severovzhod na hribovito območje Albano in planjave Agro Romanus. Ta je vključen in zaščiten kot Regijski park Castelli Romani, ustanovljen leta 1984. Večina tal je vulkanskega izvora, razširjen material je lehnjak in pucolan.
Občina je na potresnem območju 2 (srednje ogrožena). 
Glavno vodno telo je jezero Albano, pogosto imenovana jezero Castel Gandolfo. Provinca Roma trenutno upravlja jezero. Do leta 1802 je bilo v lasti opatije sv. Nila Grottaferrata, nato pa v lasti princa Stanislausa Poniatowskega so leta 1870.
Castel Gandolfo je razdeljen na štiri področja:
- Staro mesto Castel Gandolfo je na robu kraterja ugaslega vulkana.
- Jezero Albano, ki pripada občini, je v kraterju, 130 m pod mestom. Vzdolž obale so površine za razvedrilo in plaže.
- Na zahodnem pobočju kraterja, v okrožju Mole, je naselje s sodobnimi stanovanjskimi stavbami.
- Na jugozahodu leži, zdaj izsušeno kratersko jezero (Laghetto di Turno), okrožje Pavona, ki je nastalo leta 1920. Zdaj v njem živi večina prebivalcev občine. Tukaj je tudi industrijsko območje.

Castel Gandolfo sodi med vasi Castelli Romani. Je na seznamu najlepših vasi v Italiji. 
V bližini mesta so v smeri urinega kazalca: Marino, Grottaferrata, Rocca di Papa, Albano Laziale in Rim.

## Zgodovina
Arheološka izkopavanja in zgodovinski viri kažejo, da je bilo na mestu sedanjega mesta, okoli leta 1100 do 600 pred našim štetjem, starodavno mesto Alba Longa, ki je bilo dolgo kulturno središče in prestolnica Latincev. Alba Longa je igrala v rimski mitologiji pri ustanavljanju Rima vidno vlogo. Leta 665 pr. n. št. so Rimljani Alba Longo uničili. 
Z odprtjem ceste Via Appia leta 312 pr. n. št. so bile zgrajene na tem področju številne vile, vključno kot največja vila cesarja Domicijana. Ta je predhodnica današnje papeške palače. 
V srednjem veku je Domicianova vila, pod imenom Massa Caesariana, pripadala Tuskulskim grofom. Leta 1221 so jo pridobili Savelli in zgradili grad. Leta 1596 je bila zaplenjena, zaradi nevrnjenih dolgov družine Savelli, od apostolske zbornice, ko jo je obnovila v baročno palačo. Od leta 1628 se uporablja kot poletna rezidenca papeža. 
Leta 1798 so Castel Gandolfo zasedli francoski vojaki, grad pa je kratek čas sodil pod Republiko Albano. Leta 1820 je bil na Piazza della Liberta ustanovljen prvi poštni predal na svetu. Leta 1870 je papeška država Castel Gandolfo izgubila, bil je vključen v Kraljevino Italijo. Z lateransko pogodbo iz leta 1929 so mejo papeške rezidence določili kot suvereno ozemlje Vatikana.

## Prebivalstvo
| Leto        | 1881 | 1901 | 1921 | 1936 | 1951 | 1971 | 1991 | 2001 | 2011 |
| Prebivalcev | 1767 | 1980 | 2577 | 2955 | 4172 | 4709 | 6843 | 7930 | 9091 |

Vir: ISTAT

## Zanimivosti

### Cerkvena arhitektura
- Župnijska cerkev Svetega Tomaža Villanova; oblikoval jo je Bernini (1658-1661) po naločilu papeža Aleksandra VII., ima obliko grškega križa in opazno sliko Pietra da Cortona portret Kristusovega križanja. [2][3]
- Cerkev Naše gospe z jezera, je naročil osebno papež Pavel VI. in je bila posvečena leta 1977 na obali jezera Albano.
- Cerkev Santa Maria Assunta, gradnja se je začela leta 1619 s posvetitvijo temeljnega kamna, ki ga je posvetil papež Pavel V.
- Cerkev Santa Maria, moderna gradnja, stoji v gosto naseljenem okrožju Borgo San Paolo v bližini državne ceste št. 7 Via Appia'.
- Cerkev San Sebastiano, posvečena zavetniku mesta stoji ob državni cesti št. 7 Via Appia, ki meji na cerkveno pokopališče.
- Cerkev Santa Maria della Cona

### Profana arhitektura
- Papeška palača Castel Gandolfo, papeževa poletna rezidenca, je stavba iz 17. stoletja, ki jo je zasnoval Carlo Maderno za papeža Urbana VIII.
- Cybo Villa; kardinal Camillo Cibo je vilo zgradil in dodal k celotnemu papeškemu kompleksu v času papeža Klemena XIV., ki so jo kupili leta 1774 od lastnika Francesco III. d'Este, vojvode iz Modene.
- Villa Barberini, ki jo je zgradil nečak papeža Urban VIII. (Maffeo Barberini) in je bila vključena v eksteritorialni kompleks v letu 1929. Kot del obsežnih formalnih vrtov so ostanki kompleksa rimskega cesarja Domicijana.
- Villa Santa Caterina, ki je trenutno v lasti papeškega North American kolidža. Med gradnjo vile, ki stoji na območju Herkulaneja, so odkrili rimske ruševine vile pripisane Publius Clodius Pulcher.
- Villa Torlonia zgrajena v 16. stoletju za rimsko družino Giustiniani, nato je prešla v last vojvode Bracciano Giuseppe Torlonia. Sedanji videz ji je dal vojvoda Carlo Torlonia z obnovo leta 1829. Vila ima lepo lego na Agro Romano.
- Villa Chigi, zgradil jo je kardinal Flavio Chigi, nečak papeža Aleksandra VII.; danes pa je center za igrišča za golf.
- Dva teleskopa vatikanskega observatorija, ki so ju preselili iz Rima v Castel Gandolfo leta 1930 in sta bila v uporabi do leta 1980.

### Arheološka najdišča
- Papeževa palača stoji na ruševinah nekdanjega gradu, delno zaseda temelje poletne rezidence cesarja Domicijana. Prebivališče je zasnoval sloviti starorimski arhitekt Rabirius. V notranjem dvorišču palače je rimski doprsni kip, ki prikazuje kiklopa Polifema, iz katerega jame je uspel pobeg Odiseju in tovarišem; v vrtu so našli nimfej (nimfaneum), umetno zgrajen v jami kraterskega jezera.
- Vila Publius Clodius Pulcher: ostanki rimske vile, ki so na Via Apia, znotraj Ville Santa Caterina.
- Bergantino ali nimfej s kopališčem Diane: na zahodni obali jezera Albano; ta struktura, prvotno prizidana Domicijanovi vili v Castel Gandolfo, leži v krožni jami premera 17 m. V sredini jame je kopel v celoti pokrita z mozaiki, od katerih je ohranjenih nekaj fragmentov. Različni deli kiparskih skupin se hranijo v Papeški palači v Castel Gandolfo.
- Emissario jezera Albano: umetni kanal za odtok vode, dolg 1800 metrov, ki poteka od zahodne obale jezera Albano in vodi v Castel Gandolfo; zgrajen je bil leta 396 pred našim štetjem, da izpolni prerokbo o osvajanju etruščanskega mesta Veji.

## Partnerska mesta
- Francija Châteauneuf-du-Pape, poletna rezidenca papežev v Provansi
- Mavricij Curepipe,  Mauritius

## Papeška rezidenca
Castel Gandolfo je papeževa rezidenca. Prvo zgradbo je zgradil cesar Domicijan, kasneje je bila plemiška rezidenca družine Gandolfi in nato Savelli. Prebivališče je zasegel papež Klemen VIII. leta 1596 in prevzel ga je Urban VIII.. Med letoma 1624 - 1629 je bila pretvorjena v papeževo palačo. Od takrat so jo skoraj vsi papeži uporabljali v poletnih mesecih kot prebivališče. Avdienca je potekala na dvorišču papeške palače. Papež Benedikt XVI. je uporabil prebivališče v času svojega pontifikata celo leto, pogosto za rekreacijo. Upokojil se je po odstopu 28. februarja 2013. V Castel Gandolfo je prebival do 2. maja 2013, dokler se ni končno preselil v dom za ostarele v samostanu Mater Ecclesiae.  V Castel Gandolfo sta umrla Papež Pij XII. (1958) in Papež Pavel VI. (1978). 
Rezidenca je kompleks treh vil. V lateranski pogodbi iz leta 1929, je bila poletna rezidenca (ki obsega papeško palačo, Villa Cybo, Palazzo Barberini, vrtove Belvedere in kmetijo z majhnim posestvom) določena kot eksteritorialna posest Svetega sedeža. V nasprotju s splošnim prepričanjem to ne pomeni, da so posesti v Castel Gandolfo del ozemlja vatikanske države, pač pa, da so primerljive s statusom tujih diplomatskih predstavništev. Varnostne naloge papeških posestev zagotavlja vatikanska žandarmerija. Na območju Villa Cybo je "International Convention Centre Mariapoli" Gibanja fokolarov. Na začetku pontifikata Janeza Pavla II. so ameriški katoličani podarili pokrit bazen. 
Vzhodno krilo kompleksa je od leta 1930 Vatikanski observatorij Specola Vaticana, ki je nadomestil observatorij v mestu Rim zaradi svetlobnega onesnaženja. Ima dva teleskopa iz leta 1950, ki pa sta že zastarela. Zato je bil oddelek za raziskave inštituta leta 1981 prenesen na lokalno univerzo v Arizono, ki jo je takrat vodil direktor George Coyne.
- Pogled na papeško palačo
- Poletna rezidenca papežev
- Cerkev San Tommaso da Villanova, Gian Lorenzo Bernini
- Kupola cerkve San Tommaso da Villanova